# Tour de Romandie
Tour de Romandie je etapový cyklistický závod v oblasti Romandie, frankofonních částech Švýcarska, který je součástí závodního seriálu ProTour. Po několika jednorázových tzv. jarních klasikách jde o zásadní přípravu pro cyklisty na Giro d'Italia.

## Historie
Poprvé se konal v roce 1947. V posledních letech se stalo tradicí, že zahrnuje dvě časovky jednotlivců, první jako prolog v Ženevě, druhou a delší jako závěrečnou etapu v Lausanne. Mezitím vede jeho trasa do těžkých terénů v pohoří Jura a ve švýcarských Alpách.
Zvítězit v závodě opakovaně se dosud povedlo jedenácti cyklistům, z nich ale jen Stephen Roche z Irska vyhrál závod třikrát v letech 1983, 1984 a 1987.

## Vítězové
| Rok  | Vítěz                            | Země                             | Tým                              |
| ---- | -------------------------------- | -------------------------------- | -------------------------------- |
| 2025 | João Almeida                     | Portugalsko                      | UAE Team Emirates XRG            |
| 2024 | Carlos Rodríguez                 |                                  | Ineos Grenadiers                 |
| 2023 | Adam Yates                       | Spojené království               | UAE Team Emirates                |
| 2022 | Alexandr Vlasov                  | Rusko                            | Bora–Hansgrohe                   |
| 2021 | Geraint Thomas                   | Spojené království               | Ineos Grenadiers                 |
| 2020 | Zrušeno kvůli pandemii covidu-19 | Zrušeno kvůli pandemii covidu-19 | Zrušeno kvůli pandemii covidu-19 |
| 2019 | Primož Roglič                    | Slovinsko                        | Team Jumbo–Visma                 |
| 2018 | Primož Roglič                    | Slovinsko                        | LottoNL–Jumbo                    |
| 2017 | Richie Porte                     | Austrálie                        | BMC Racing Team                  |
| 2016 | Nairo Quintana                   | Kolumbie                         | Movistar Team                    |
| 2015 | Ilnur Zakarin                    | Rusko                            | Team Katusha                     |
| 2014 | Chris Froome                     | Spojené království               | Team Sky                         |
| 2013 | Chris Froome                     | Spojené království               | Sky ProCycling                   |
| 2012 | Bradley Wiggins                  | Spojené království               | Sky ProCycling                   |
| 2011 | Cadel Evans                      | Austrálie                        | BMC Racing Team                  |
| 2010 | Simon Špilak                     | Slovinsko                        |                                  |
| 2009 | Roman Kreuziger                  | Česko                            |                                  |
| 2008 | Andreas Klöden                   | Německo                          |                                  |
| 2007 | Thomas Dekker                    | Nizozemsko                       |                                  |
| 2006 | Cadel Evans                      |                                  |                                  |
| 2005 | Santiago Botero                  |                                  |                                  |
| 2004 | Tyler Hamilton                   |                                  |                                  |
| 2003 | Tyler Hamilton                   |                                  |                                  |
| 2002 | Dario Frigo                      |                                  |                                  |
| 2001 | Dario Frigo                      |                                  |                                  |
| 2000 | Paolo Savoldelli                 |                                  |                                  |
| 1999 | Laurent Jalabert                 |                                  |                                  |
| 1998 | Laurent Dufaux                   |                                  |                                  |
| 1997 | Pavel Tonkov                     |                                  |                                  |
| 1996 | Abraham Olano                    |                                  |                                  |
| 1995 | Tony Rominger                    |                                  |                                  |
| 1994 | Pascal Richard                   |                                  |                                  |
| 1993 | Pascal Richard                   |                                  |                                  |
| 1992 | Andrew Hampsten                  |                                  |                                  |
| 1991 | Tony Rominger                    |                                  |                                  |
| 1990 | Charly Mottet                    |                                  |                                  |
| 1989 | Phil Anderson                    |                                  |                                  |
| 1988 | Gerard Veltscholten              |                                  |                                  |
| 1987 | Stephen Roche                    |                                  |                                  |
| 1986 | Claude Criquielion               |                                  |                                  |
| 1985 | Jörg Müller                      |                                  |                                  |
| 1984 | Stephen Roche                    |                                  |                                  |
| 1983 | Stephen Roche                    |                                  |                                  |
| 1982 | Jostein Wilmann                  |                                  |                                  |
| 1981 | Tommy Priem                      |                                  |                                  |

| Rok  | Vítěz                    | Země | Tým |
| ---- | ------------------------ | ---- | --- |
| 1980 | Bernard Hinault          |      |     |
| 1979 | Giuseppe Saronni         |      |     |
| 1978 | Johan Van de Velde       |      |     |
| 1977 | Giambattista Baronchelli |      |     |
| 1976 | Johan De Muynck          |      |     |
| 1975 | Francisco Galdos         |      |     |
| 1974 | Joop Zoetemelk           |      |     |
| 1973 | Wilfried David           |      |     |
| 1972 | Bernard Thavenet         |      |     |
| 1971 | Gianni Motta             |      |     |
| 1970 | Gösta Pettersson         |      |     |
| 1969 | Felice Gimondi           |      |     |
| 1968 | Eddy Merckx              |      |     |
| 1967 | Vittorio Adorni          |      |     |
| 1966 | Gianni Motta             |      |     |
| 1965 | Vittorio Adorni          |      |     |
| 1964 | Rolf Maurer              |      |     |
| 1963 | Willy Bocklant           |      |     |
| 1962 | Guido De Rosso           |      |     |
| 1961 | Louis Rostollan          |      |     |
| 1960 | Louis Rostollan          |      |     |
| 1959 | Kurt Gimmi               |      |     |
| 1958 | Gilbert Bauvin           |      |     |
| 1957 | Jean Forestier           |      |     |
| 1956 | Pasquale Fornara         |      |     |
| 1955 | René Strehler            |      |     |
| 1954 | Jean Forestier           |      |     |
| 1953 | Hugo Koblet              |      |     |
| 1952 | Wout Wagtemans           |      |     |
| 1951 | Ferdinand Kübler         |      |     |
| 1950 | Edouard Fachleitner      |      |     |
| 1949 | Gino Bartali             |      |     |
| 1948 | Ferdinand Kübler         |      |     |
| 1947 | Desire Keteleer          |      |     |